# Safe-action
Le "Safe-Action" est un système de platine sécurisé développé par la société Glock pour ses armes de poing. 
Ce système est une platine simple action qui permet d'éviter un coup de feu accidentel par une pression hésitante ou un objet autre que l'utilisateur grâce à trois sécurités consécutives.
Il est présent sur tous les modèles d'arme de poing de génération 4 ou plus par Glock tel que le Glock 17 (gen 4).

## Fonctionnement
Le système est composé de trois sécurités distinctes qui se désengagent lors de la pression sur la détente. Si l'utilisateur décide de relâcher la queue de détente à n'importe quelle étape de la séquence, toutes les sécurités se réengagent automatiquement.
La première sécurité est un levier sur la détente qui bloque tout mouvement de la détente pour prévenir une mise à feu accidentelle par pression latérale sur celle-ci. Cette sécurité se désengage par une pression de la queue de détente venant directement de l'avant, telle qu'exercerait un utilisateur. La sécurité se réengage automatiquement quand la détente revient en position initiale,,.
La seconde sécurité est une goupille de sécurité qui bloque le mécanisme de percussion si elle n'est pas désengagée. Elle se désengage par un levier lors de la pression de la détente. La goupille de sécurité est alors poussée par un ressort, dégageant le mécanisme de percussion et permettant la mise à feu. La sécurité se réengage automatiquement quand la queue de détente est relâchée,,.
La troisième sécurité déclenche la mise à feu quand elle est désengagée. Elle se situe dans la partie arrière de la platine. Une plaque bloque le déplacement du percuteur. Quand la sécurité est désengagée par une pression ferme de la détente, la plaque se baisse et libère le percuteur qui est propulsé vers l'avant par son ressort et vient percuter l'amorce de la cartouche dont la mise à feu de la charge de poudre propulse la balle. L'énergie produite par l'explosion de la charge est utilisée pour faire reculer la culasse, ce qui réengage la sécurité automatiquement (et éjecte l'étui vide par la même occasion),,. 
Une défaillance d'une des sécurités est supposé entrainer le blocage complet de l'arme et une impossibilité de mise à feu.
Ce système est apprécié des forces de l'ordre – le Glock 17 entre autres est notamment utilisé par la police américaine car le tir accidentel est théoriquement impossible avec les trois sécurités. De plus, en changeant les ressorts du mécanisme pour des ressorts moins flexibles, la mise à feu est enclenchée par une plus forte pression, ce qui est prisé des experts légaux car cela réduit encore la possibilité d'un tir accidentel par les forces de l'ordre[réf. nécessaire].